# TotalSoft
Totalsoft este o companie de IT din România, înființată în decembrie 1994 de către o echipă de șase tineri din cadrul Centrului de Calcul al Energomontaj, condusă de Liviu Drăgan. În anul 2016, printr-o tranzacție de peste 30 milioane euro, Logo Software Investment S.A.- filială a Logo Yazılım Sanayi ve Ticaret A.Ș - a achiziționat 100% din acțiunile TotalSoft, deținute anterior de fondul elen Global Finance și Liviu Drăgan.
Compania are în prezent (martie 2018) aproximativ 1000 de clienți din zona publică și privată (din domeniile financiar-bancar, construcții, servicii, medical, retail și industrie)  în Europa, USA, Orientul Mijlociu , Asia  și Africa.
În anul 2014, TotalSoft s-a clasat pentru al 5-lea an consecutiv pe primul loc în topul furnizorilor de soluții ERP din România conform studiilor realizate de compania de analiză de piață Pierre Audoin Consultants .
TotalSoft dezvoltă o suită de soluții software de business - Charisma Business Suite - care include sisteme de tip ERP (Charisma ERP), soluții de salarizare și administrare de personal (Charisma HCM), soluții pentru domeniul financiar-bancar (Charisma Leasing), soluții pentru gestionarea activitații medicale (Charisma Medical) și aplicații de eBusiness. Suita de aplicații este completată de servicii de externalizare a activităților de administrare de personal și salarizare.
Cele mai importante venituri ale companiei au provenit, în ultimii ani din vânzarea produsului Charisma ERP, peste 50%, dar și din proiectele de software customizat dezvoltate atât pentru piața românească, și pentru cea externă. De asemenea, compania implementează pentru clienți și sistemul informatic de management al relației cu clienții, Microsoft Dynamics CRM 365.
Concurenții companiei pe piața locală sunt IBM, HP, S&T, Romsys, Romsoft, UTI Systems, Forte Business Services, Net Consulting, Ascenta, Raiffeisen Informatik, Siveco, Ness România, Senior Software și Wizrom.
Începând cu anul 2010, TotalSoft a deschis mai multe subsidiare în Bulgaria, Grecia, Serbia, Qatar  și Austria , ulterior luând decizia de a-și extinde prezența la nivel internațional printr-o subsidiară unică la Frankfurt, dedicată diviziei de servicii financiare .
În 2018, TotalSoft a finalizat procedurile de achiziție și integrare a Architected Business Solutions (ABS), grup specializat în consultanță în managementul afacerilor, tehnologie și outsourcing.
în 2020, ABS Financial Services, parte a TotalSoft, transferă în portofoliul său business-ul Nexia CRG Expert, membră a Nexia International – una dintre rețelele globale de top de firme independente de contabilitate și consultanță. 

## Produse

### Charisma Business Suite
TotalSoft dezvoltă o suită de soluții software de business - Charisma Business Suite - care include sisteme de tip ERP (Charisma ERP), soluții de salarizare și administrare de personal (Charisma HCM), soluții pentru domeniul financiar-bancar (Charisma Leasing), soluții pentru gestionarea activității medicale (Charisma Medical) și aplicații de eBusiness. 
TotalSoft este liderul pieței de ERP din România, conform studiilor realizate de compania de analiză de piață Pierre Audoin Consultants și unul dintre primii 12 furnizori de soluții software pentru leasing la nivel mondial, (conform studiului "Software systems for the leasing industry. An international overview", Drs. E.J. Wolters RE RA, Drs. E.M. Peeters RE, 2008, pag 50).

### CHARISMA ERP
CharismaERP este un sistem informatic integrat destinat managementului resurselor companiilor de orice dimensiune, în vederea optimizării și simplificării proceselor interne de business. Charisma ERP este un sistem multi-modul, special proiectat pentru a oferi suport tuturor sectoarelor de business dintr-o companie, prin standardizarea proceselor decizionale sau productive, și prin introducerea celor mai bune practici specifice fiecărui sector de activitate în parte.
CharismaERP este preferată de liderii de piață din domeniile retail și distribuție, medical și farmaceutic,  servicii financiare, construcții și producție, portofoliul său numărând peste 400  de companii și 80 de grupuri multinaționale. Flexibilitatea și scalabilitatea sistemului permit adaptarea rapidă la dimensiunea oricărei companii, cu un cost redus de utilizare.

### CRM
TotalSoft este Microsoft Gold Partner pe competența CRM 
 și, în această calitate, deține competențele necesare implementării soluțiilor pe platformă Microsoft Dynamics CRM . Obținerea statutului, primul astfel de partener al companiei Microsoft la acea vreme din România, s-a făcut în urma certificării în tehnologia Microsoft Dynamics CRM a echipei de specialiști.
Portofoliul de clienți care utilizează soluția de CRM dezvoltată de TotalSoft include companiile Toyota România , RCI Leasing , Henkel ,
Mercedes-Benz România, companie Daimler, OMV Petrom, Agroalim Distribution (parte a grupului american Smithfield Group), Econgas, UPC, BCR Erste, UniCredit Țiriac Bank, TBI Grup, Deutsche Leasing Internațional .

### CHARISMA HCM
Charisma HCM este un sistem informatic integrat destinat managementului capitalului uman din companii de orice dimensiune.
Charisma HCM integrează activitatea operațională de HR (administrarea de personal, salarizare, pontaj, self service, document management), cu cea de recrutare și selecție, formare și dezvoltare, managementul performanței, analiză și raportare avansată de business (BI). Prin modulele sale specifice, Charisma HCM urmărește integral procesul de HR dintr-o companie, începând cu recrutarea și terminând cu cea de offboarding. 
în 2019, TotalSoft a dezvoltat 2 soluții software pentru a-i ajuta pe profesioniștii HR să rămână aproape de angajații care lucrează de acasă: chatbot (Timea) și semnătura electronică. 

## Servicii
TotalSoft oferă servicii de dezvoltare software la cerere, servicii de outsourcing salarial și administrare resurse umane și servicii IT de acces pontaj, mentenanță hardware și software.